# دافني كين
دافني كين (2005) ممثلة إسبانية بريطانية بدأت مسيرتها المهنية عام 2014 وإشتهرت بعدما شاركت في فيلم لوجان عام 2017.

## حياتها وسيرتها الذاتية
هي ابنة الممثل البريطاني ويل كين، والممثلة الإسبانية، والمخرجة المسرحية والكاتبة ماريا فرنانديز آخي. كان جدها الأب إدوارد كرزون .
بدأت كين التمثيل لأول مرة في عام 2014 جنبا إلى جنب مع والدها ويل كين في المسلسل التلفزيوني «اللاجئون»، حيث لعبت دور آنا «آني» كروز أوليفر.
تألقت كين في دور لورا في فيلم لوغان عام 2017، في 8 آذار / مارس 2018، أعلن أن دافني كين ستقوم بدور ليرا اليتيمة، مع المخرج توم هوبر في المسلسل البريطاني مواده المظلمة.

## الأعمال

### أفلام
| السنة | العنوان         | الدور |
| ----- | --------------- | ----- |
| 2017  | لوغان           | لورا  |
| 2020  | أنا             | أنا   |
| 2024  | ديدبول وولفيرين | لورا  |

### مسلسلات
| السنة     | العنوان       | الدور                 |
| --------- | ------------- | --------------------- |
| 2014–2015 | اللاجئون      | آنا "آني" كروز أوليفر |
| 2019–2022 | مواده المظلمة | ليرا بيلاكوا          |
| 2024      | ذا أكوليت     | جيكي لون              |

## مهرجان برلين السينمائي الدولي
في مهرجان برلين السينمائي الدولي، وتمّ عرضُه في الولايات المتحدة في 3 مارس 2017م، حظيَ الفيلم على قَبول على سيناريو الفيلم، وإدارته، وتمثيله، وعُمقه العاطفي، وأصبح واحدًا من أفضل الأفلام التي تمت مراجعتها في امتياز من بين أفلام X-Men، واختارها المجلس الوطني للمراجعة كإحدى أفضل عشرة أفلام لعام 2017، وقد حقق ما يزيد عن 619 مليون دولار في جميع أنحاء العالم، وأصبح رابع أغلى فيلم في تصنيف R في كلّ العصور، وقد ترشحت قصة فيلم لوجان وأبطالها للكثير من الجوائز وفاز بجائزة أفضل موسيقى تصويرية وأفضل فيلم أكشن وجائزة أفضل ثنائي في الفيلم.

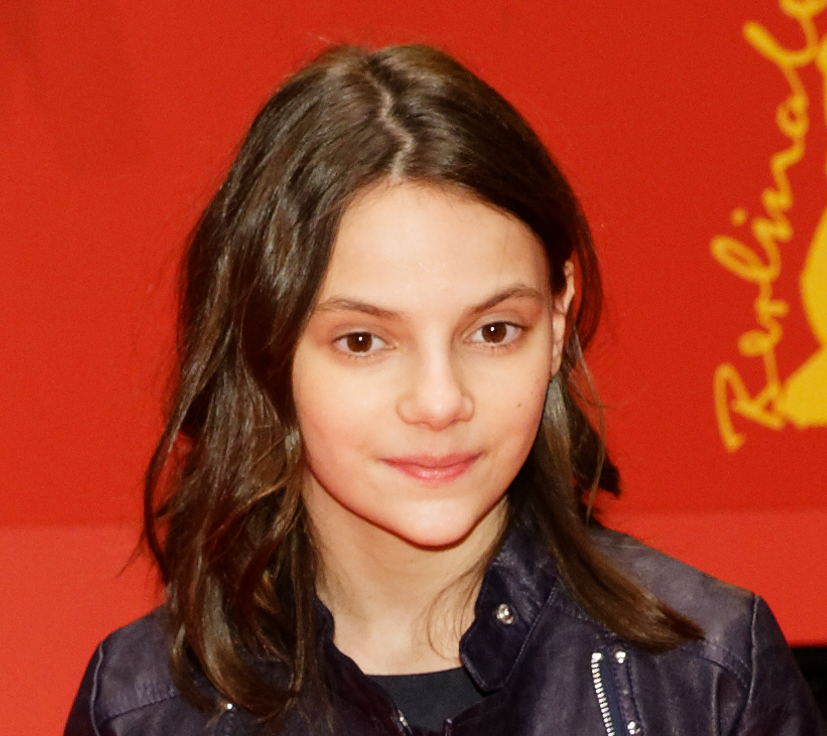
دافني الذي لعبت دور لورا في لوجان

## وصلات خارجية
- دافني كين على موقع IMDb (الإنجليزية)
- دافني كين على موقع ميتاكريتيك (الإنجليزية)
- دافني كين على موقع روتن توميتوز (الإنجليزية)
- دافني كين على موقع ألو سيني (الفرنسية)
- دافني كين على موقع قاعدة بيانات الفيلم (الإنجليزية)